# Rosamygale grauvogeli
Rosamygale grauvogeli
Genre
Espèce
Rosamygale grauvogeli, unique représentant du genre Rosamygale, est une espèce fossile d'araignées mygalomorphes de la famille des Hexathelidae.

## Distribution
Cette espèce a été découverte dans du Grès à Voltzia à Bellefontaine dans les Vosges en France. Elle date de l'Anisien au Trias,, il y a entre 249,9 et 241,464 ± 0,28 Ma (millions d'années).

## Description
Le corps de l'holotype mesure 6,8 mm.

## Étymologie
Pour le genre, le préfixe "Rosa-" fait référence à la subtile teinte rosée du remplissage minéral de l'abdomen de l'holotype.
L'espèce est nommée en l'honneur de Louis Grauvogel (1902-1987), un collectionneur de fossiles ayant beaucoup prospecté dans les carrières de grès à Voltzia dans la région où a été décrit l'holotype,.

## Dans la culture populaire
- Dans le manga One Piece, la "Tobi Roppo" Black Maria de l'équipage des cent bêtes a la capacité de se transformer en rosamygale grauvogeli grâce à un fruit du démon.

## Publication originale
- Selden & Gall, 1992 : A Triassic mygalomorph spider from the northern Vosges, France. Palaeontology (Oxford), vol. 35, no 1, p. 211-235 (texte intégral) (en).